# Cung điện ở Jerzmanowa
Cung điện ở Jerzmanowa (tiếng Ba Lan: Pałac w Jerzmanowej) là một cung điện lâu đời có từ cuối thế kỷ 16, tọa lạc ở Jerzmanowa - một ngôi làng thuộc thị trấn Głogów, tỉnh Dolnośląskie, Ba Lan. Cung điện có tên trong danh sách di tích.

## Lịch sử
Vào cuối thế kỷ 16, ngôi làng Jerzmanowa được đặt dưới sự cai trị của gia đình quý tộc von Mutschelnitz. Lúc bấy giờ, những tòa nhà dành cho các hiệp sĩ đã bắt đầu xuất hiện. Theo sáng kiến của von Lossów, một dinh thự theo phong cách Phục hưng được xây dựng nơi đây. Trong giai đoạn 1730-1746, cung điện được xây dựng lại theo phong cách Baroque. Vào năm 1746, khu bất động sản này thuộc sở hữu của Nam tước Henryk Sack. Lần tân trang cung điện tiếp theo diễn ra vào thế kỷ 19.

## Kiến trúc
Đây là một cung điện hai tầng với một tầng áp mái, được xây dựng trên một mặt phẳng hình chữ  "C". Mái nhà cung điện nổi bật với màu đỏ gạch. Khu vực hành lang bên trong cung điện vẫn được bảo tồn cho đến ngày nay. Phần nội thất trong cung điện nổi tiếng với các bức phù điêu bằng vữa phác họa hình ảnh của nhiều vị thần và anh hùng cổ đại trong các sử thi như: Aurora (nữ thần rạng đông trong thần thoại La Mã), Kefalos (con trai của Hermes trong thần thoại Hy Lạp), Perseus với phần đầu của Medusa, và Công chúa xinh đẹp tuyệt trần Andromeda đang bị xích trên đá.

## Ảnh

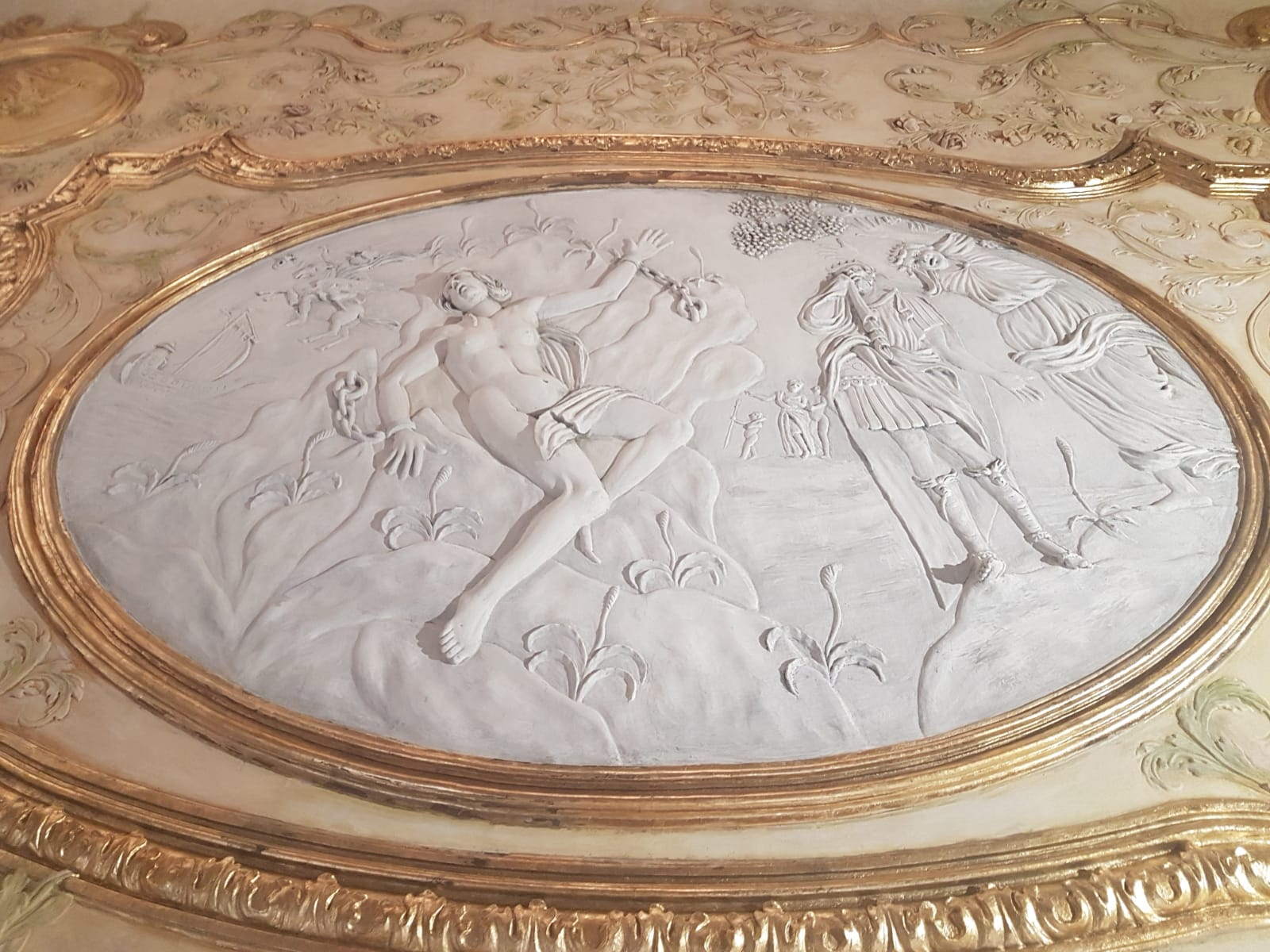
Perseus cứu Andromeda (Bức phù điêu tại cung điện)
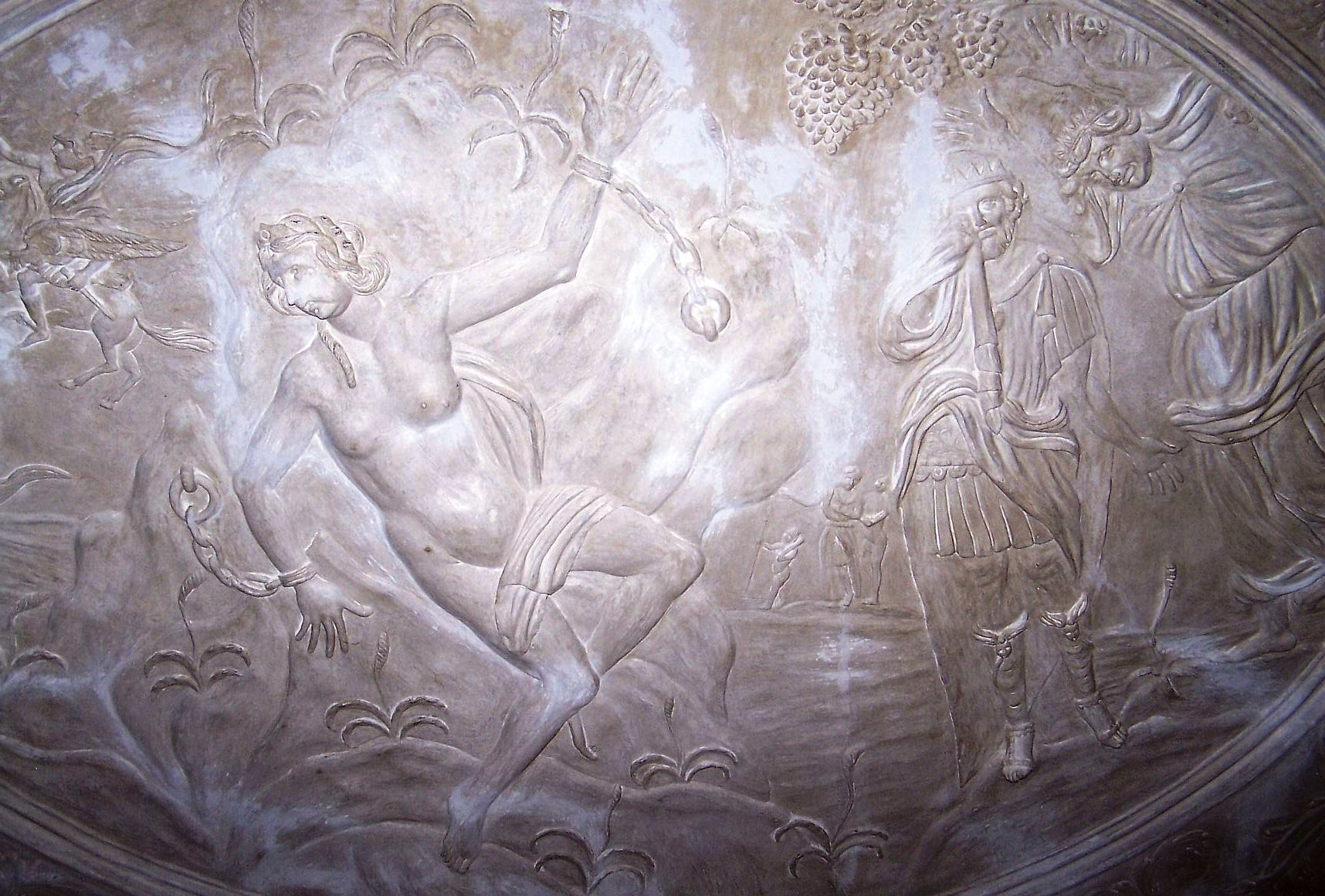
Perseus đang cưỡi thiên mã đến cứu Andromeda (góc chụp khác)
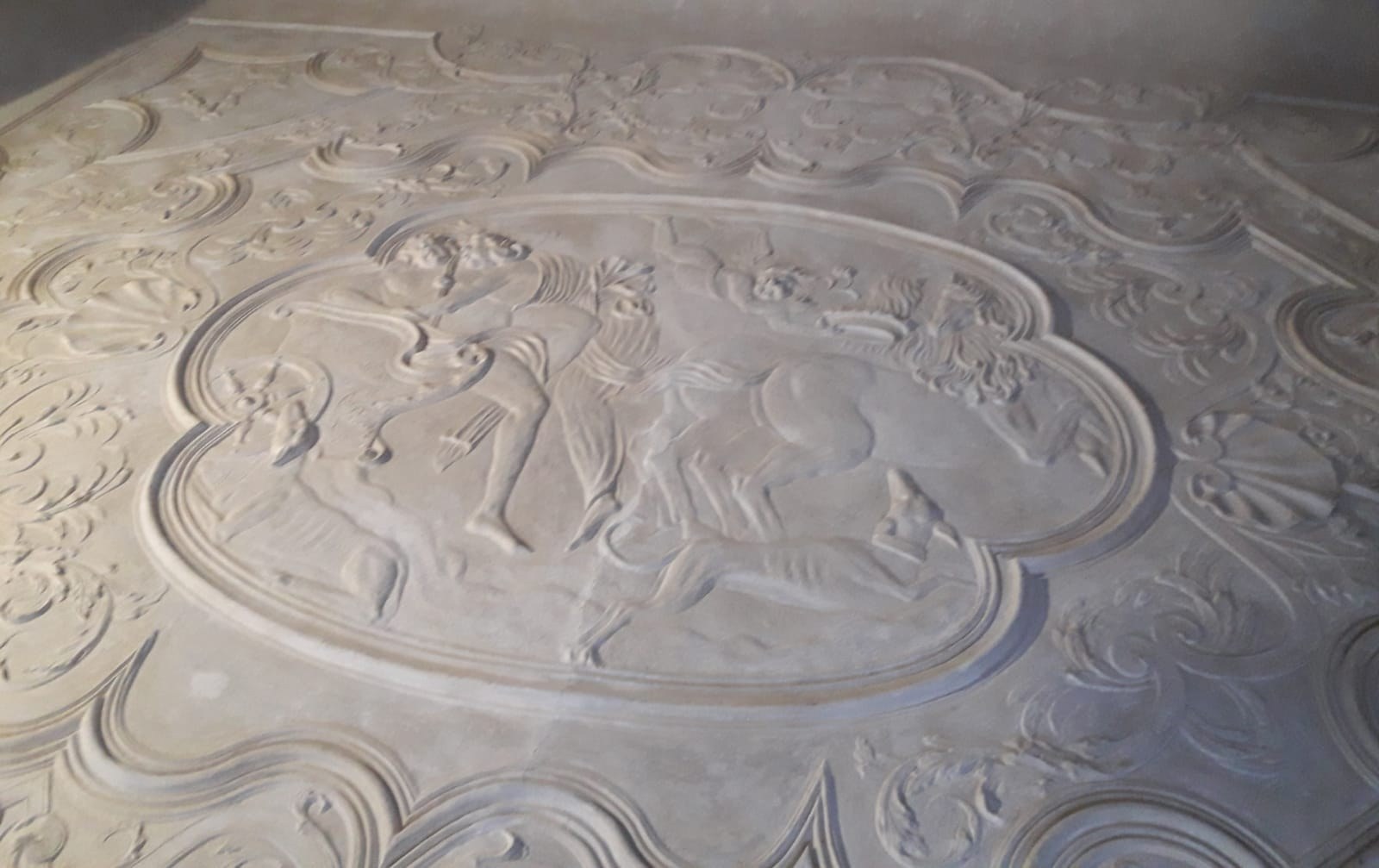
Aurora và anh hùng Kefalos